# 1582
Il 1582 (MDLXXXII in numeri romani) è un anno  del XVI secolo.

## Eventi
- 24 febbraio – Papa Gregorio XIII adotta il calendario che porta il suo nome, sopprimendo 10 giorni successivi al giovedì 4 ottobre, a cui, perciò, seguì il venerdì 15 ottobre. Questo calendario viene adottato dall'inizio solo in alcuni stati cattolici: la maggior parte degli stati italiani (ma la Toscana lo adotterà solo nel giorno gregoriano giovedì 1º gennaio 1750), penisola iberica e Polonia-Lituania (per gli altri stati v. Calendario gregoriano). Per i primi paesi si può presentare il seguente quadro che pone l'inizio dell'anno il 1º gennaio (in realtà per molti anni si sono avute differenze anche su questa convenzione).
- In questo anno divenne ministro a Nîmes il teologo e storico calvinista francese Jean de Serres.
- Esplode una nuova guerra tra la Polonia e la Russia. Terminerà con la cessione alla Polonia dei territori della Livonia e della Estonia.

## Nati

### Gennaio
- 6 gennaio - Alonso de Contreras, militare, avventuriero e scrittore spagnolo († 1641)
- 7 gennaio - Maddalena di Brandeburgo, principessa tedesca († 1616)
- 26 gennaio - Giovanni Lanfranco, pittore italiano († 1647)
- 28 gennaio - John Barclay, scrittore e poeta scozzese († 1621)
- 30 gennaio - Giorgio II di Pomerania, nobile tedesco († 1617)

### Febbraio
- 6 febbraio - Mario Bettini, gesuita, matematico e astronomo italiano († 1657)
- 8 febbraio - Matthias Bernegger, filologo e astronomo tedesco († 1640)
- 8 febbraio - Ottavio II Thiene, nobile († 1623)

### Marzo
- 15 marzo - Daniel Featley, teologo inglese († 1645)
- 24 marzo - Ottavio Ridolfi, cardinale e vescovo cattolico italiano († 1624)
- 31 marzo - Sofia di Hohenzollern, nobile († 1610)

### Aprile
- 17 aprile - Marcello Macedonio, poeta e religioso italiano († 1619)

### Maggio
- 1º maggio - Marco da Gagliano, compositore e religioso italiano († 1643)
- 5 maggio - Giovanni Federico di Württemberg, duca († 1628)
- 25 maggio - Urbano Feliceo, vescovo cattolico italiano († 1635)

### Giugno
- 18 giugno - Marcantonio Mambelli, letterato e gesuita italiano († 1644)
- 28 giugno - William Fiennes, I visconte di Saye e Sele, politico e nobile inglese († 1662)

### Luglio
- 9 luglio - Anton Wolfradt, vescovo cattolico austriaco († 1639)

### Agosto
- 8 agosto - Ciriaco Rocci, cardinale e arcivescovo cattolico italiano († 1651)
- 26 agosto - Umile da Bisignano, religioso italiano († 1637)
- 28 agosto - Taichang, imperatore cinese († 1620)
- 28 agosto - Hans Meinhard von Schönberg, politico e militare tedesco († 1616)
- 30 agosto - Francesco Vitelli, religioso e arcivescovo cattolico italiano († 1646)

### Settembre
- 25 settembre - Eleonora d'Asburgo, nobile austriaca († 1620)
- 25 settembre - Eitel Friedrich von Hohenzollern-Sigmaringen, cardinale e vescovo cattolico tedesco († 1625)
- 30 settembre - Diego Gonzaga, nobile italiano († 1597)

### Ottobre
- 2 ottobre - Augusto del Palatinato-Sulzbach, nobile tedesco († 1632)
- 17 ottobre - Johann Gerhard, teologo tedesco († 1637)
- 19 ottobre - Dmitrij Ivanovič di Russia,  russo († 1591)
- 22 ottobre - Francesco Piccolomini, gesuita italiano († 1651)

### Novembre
- 5 novembre - Prospero Bonarelli della Rovere, drammaturgo e diplomatico italiano († 1659)
- 17 novembre - Giorgio di Brunswick-Lüneburg, duca († 1641)
- 21 novembre - François Maynard, poeta e scrittore francese († 1646)

### Dicembre
- 23 dicembre - Severo Bonini, compositore e organista italiano († 1663)

### Senza giorno specificato
- Güshi Khan, condottiero mongolo († 1655)
- Giovanni Francesco Abela, storico e archeologo maltese († 1655)
- Wouter Abts, pittore fiammingo
- Vincenzo Agnello Suardi, vescovo cattolico italiano († 1644)
- Giulio Aleni, gesuita, missionario e astronomo italiano († 1649)
- Filippo Arrighetti, religioso, filosofo e grecista italiano († 1662)
- Giovanni Battista Baliani, matematico e fisico italiano († 1666)
- Giacomo Bambini, pittore italiano († 1629)
- Giacomo Barucco, pittore italiano
- Thomas Baylie, pastore protestante inglese († 1663)
- Giulio Cesare Bedeschini, pittore italiano († 1627)
- Azzo IV Besta, nobile († 1636)
- Maiolino Bisaccioni, storiografo, letterato e librettista italiano († 1663)
- Jaroslav Bořita z Martinic, politico ceco († 1649)
- Giovanni Francesco Brignole Sale, doge († 1637)
- Bernardo Cesi, gesuita e naturalista italiano († 1630)
- Francis Cleyn, pittore, disegnatore e incisore tedesco († 1658)
- Juan Bautista Comes, compositore spagnolo († 1643)
- Pompeo Coronini, vescovo cattolico italiano († 1646)
- Gaspar de Crayer, pittore fiammingo († 1662)
- Filippo Filonardi, cardinale e vescovo cattolico italiano († 1622)
- Phineas Fletcher, poeta scozzese († 1650)
- Jacob van Hulsdonck, pittore fiammingo († 1647)
- Giovanni Vincenzo Imperiale, poeta e scrittore italiano († 1648)
- William Juxon, arcivescovo anglicano inglese († 1663)
- Kobayakawa Hideaki, militare giapponese († 1602)
- Ludovico Leporeo, poeta italiano († 1655)
- Bartolomeo Manfredi, pittore italiano († 1622)
- Matsudaira Tadayori, militare giapponese († 1609)
- Deodat del Monte, pittore, architetto e astronomo fiammingo († 1644)
- Goschwin Nickel, gesuita tedesco († 1664)
- Girolamo Preti, poeta italiano († 1626)
- Qian Qianyi, poeta e storico cinese († 1664)
- Julien e Marguerite de Ravalet,  francese († 1603)
- Thomas Ravenscroft, compositore inglese († 1635)
- Alphonse-Louis du Plessis de Richelieu, cardinale francese († 1653)
- Giovanni Battista Stefaneschi, pittore e presbitero italiano († 1659)
- David Teniers il Vecchio, pittore fiammingo († 1649)
- Giacomo Kyuhei Gorobioye Tomonaga, religioso giapponese († 1633)
- Jakub Zadzik, vescovo cattolico polacco († 1642)
- Federico Campana, nobile e militare italiano († 1645)

## Morti

### Gennaio
- 17 gennaio - Bega Begum, principessa persiana (n. 1511)
- 26 gennaio - Thomas Platter, scrittore svizzero (n. 1499)

### Febbraio
- 1º febbraio - Ukita Naoie, militare giapponese (n. 1529)
- 7 febbraio - Tiberio Deciani, giurista e avvocato italiano (n. 1509)
- 15 febbraio - Artus de Cossé-Brissac, militare francese (n. 1512)
- 16 febbraio - Alessandro Casale, vescovo cattolico italiano
- 16 febbraio - Domenico Venier, poeta italiano (n. 1517)
- 18 febbraio - Sakuma Nobumori, militare giapponese (n. 1528)
- 27 febbraio - Johann Reusch, compositore tedesco (n. 1523)

### Marzo
- 4 marzo - Pompeo Della Barba, medico, letterato e filosofo italiano (n. 1521)
- 15 marzo - Elisabetta d'Assia, nobile tedesca (n. 1539)
- 18 marzo - Juan de Jáuregui, criminale spagnolo (n. 1562)
- 19 marzo - Eleonora Sanvitale, poetessa italiana (n. 1558)
- 29 marzo - Obata Masamori, militare giapponese (n. 1534)
- 29 marzo - Filippo de' Medici, principe italiano (n. 1577)

### Aprile
- 2 aprile - Ichijō Nobutatsu, militare giapponese (n. 1539)
- 2 aprile - Marco Mantova Benavides, umanista e giurista italiano (n. 1489)
- 2 aprile - John Payne, presbitero inglese (n. 1550)
- 3 aprile - Takeda Katsuyori, militare giapponese (n. 1546)
- 3 aprile - Ōkuma Tomohide, militare giapponese (n. 1517)
- 9 aprile - Richard Bertie, politico inglese (n. 1516)
- 16 aprile - Oyamada Nobushige, militare giapponese (n. 1545)
- 18 aprile - Filiberto Pingone, storico italiano (n. 1525)
- 21 aprile - Francisco de Toledo,  spagnolo (n. 1515)

### Maggio
- 4 maggio - Giorgio Mainerio, musicista e compositore italiano (n. 1535)
- 5 maggio - Carlotta di Borbone-Montpensier, principessa
- 30 maggio - Luke Kirby, presbitero inglese (n. 1549)

### Giugno
- 8 giugno - Matteo Rinuccini, arcivescovo cattolico italiano
- 21 giugno - Anayama Nobukimi, generale giapponese (n. 1541)
- 21 giugno - Mori Ranmaru,  giapponese (n. 1565)
- 21 giugno - Murai Sadakatsu, militare giapponese
- 21 giugno - Mōri Yoshikatsu, militare giapponese
- 21 giugno - Oda Katsunaga, militare giapponese (n. 1568)
- 21 giugno - Oda Nobunaga, militare giapponese (n. 1534)
- 21 giugno - Oda Nobutada, militare giapponese (n. 1557)
- 23 giugno - Shimizu Muneharu, militare giapponese (n. 1537)

### Luglio
- 2 luglio - Akechi Mitsuhide, generale giapponese (n. 1528)
- 2 luglio - James Crichton, scienziato, poeta e matematico scozzese (n. 1560)
- 2 luglio - Ise Sadaoki, militare giapponese (n. 1559)
- 2 luglio - Sébastien de L'Aubespine, vescovo, ambasciatore e abate francese (n. 1518)
- 4 luglio - Akechi Hidemitsu, militare giapponese
- 4 luglio - Akechi Mitsutada, militare giapponese (n. 1540)
- 4 luglio - Akechi Mitsuyoshi, militare giapponese (n. 1569)
- 6 luglio - Saitō Toshimitsu, militare giapponese (n. 1534)
- 7 luglio - Kawajiri Hidetaka, militare giapponese (n. 1527)
- 9 luglio - Zhang Juzheng, politico cinese (n. 1525)
- 26 luglio - Juan de Liermo Hermosa, arcivescovo cattolico spagnolo (n. 1522)
- 27 luglio - Andō Morinari, militare giapponese (n. 1503)
- 27 luglio - Filippo di Piero Strozzi, nobile, generale e condottiero italiano (n. 1541)

### Agosto
- 13 agosto - Giovanni Battista Alamanni, vescovo cattolico italiano
- 16 agosto - Pietro Perna, tipografo italiano (n. 1519)

### Settembre
- 9 settembre - Kunohe Masazane, militare giapponese (n. 1536)
- 20 settembre - Luigi III di Montpensier, nobile francese (n. 1513)
- 25 settembre - Martino de Martini, vescovo cattolico italiano (n. 1532)
- 28 settembre - George Buchanan, umanista, poeta e storico scozzese (n. 1506)

### Ottobre
- 27 ottobre - Vratislav von Pernstein, politico ceco (n. 1530)
- 28 ottobre - Vincenzo Giustiniani, cardinale italiano (n. 1519)

### Novembre
- 1º novembre - Christophe de Thou, avvocato e politico francese (n. 1508)
- 3 novembre - Matteo Barbabianca, vescovo cattolico italiano (n. 1532)
- 6 novembre - Camilla Borromeo, nobildonna italiana
- 21 novembre - Diego d'Asburgo,  spagnolo (n. 1575)

### Dicembre
- 11 dicembre - Fernando Álvarez de Toledo, nobile e generale spagnolo (n. 1507)
- 30 dicembre - Francesco da Urbino, pittore italiano (n. 1545)

### Senza giorno specificato
- Altan Khan,  mongolo (n. 1507)
- Hümaşah Sultan, principessa ottomana (n. 1543)
- Sen Surintra, sovrano laotiano (n. 1511)
- Teresa d'Avila, religiosa e mistica spagnola (n. 1515)
- Giulio Camillo Abbati, pittore italiano
- Akashi Gidayū, generale e poeta giapponese
- Thomé Andrada de Paiva, missionario portoghese (n. 1529)
- Federigo Barbolani da Montauto, condottiero e politico italiano (n. 1513)
- Leonardo Brescia, pittore italiano (n. 1520)
- Natale Conti, scrittore, mitografo e storico italiano (n. 1520)
- Rinaldo Corso, letterato, magistrato e vescovo cattolico italiano (n. 1525)
- Martín Cortés de Albacar, cosmografo spagnolo (n. 1510)
- Ortensia Farnese, nobildonna italiana
- Ludovico Fiumicelli, pittore italiano
- Giorgio Ghisi, incisore italiano (n. 1520)
- Kojima Yatarō, militare giapponese (n. 1522)
- Gregory Martin, presbitero, docente e letterato britannico (n. 1542)
- Matsuda Masachika, militare giapponese
- Matsudaira Ietada, militare giapponese (n. 1548)
- Nakajō Kageyasu, militare giapponese (n. 1558)
- Nanbu Harumasa, militare giapponese (n. 1517)
- Bartolomeo Panciatichi, umanista e politico italiano (n. 1507)
- Giovanni Battista Pastene, navigatore italiano (n. 1507)
- Jacques Peletier du Mans, matematico e poeta francese (n. 1517)
- Giovanni Maria Petrucci, diplomatico italiano
- Niccolò Ragnina, letterato italiano (n. 1494)
- Adam Reusner, scrittore, poeta e teologo tedesco (n. 1496)
- Giandomenico Scamozzi, architetto italiano (n. 1526)
- Giovanni Fabrizio Sanseverino, vescovo cattolico italiano
- Takeda Nobukado, militare giapponese (n. 1529)
- Ippolito Tartaglino, compositore e organista italiano (n. 1539)
- Toki Yorinari, militare giapponese (n. 1502)
- Wú Chéng'ēn, scrittore cinese (n. 1504)
- Jakob von Rammingen, storico e archivista tedesco (n. 1510)
- Ōkubo Tadakazu, militare giapponese (n. 1510)

## Calendario
| Calendario 1582 | Calendario 1582 | Calendario 1582 | Calendario 1582 | Calendario 1582 | Calendario 1582 | Calendario 1582 | Calendario 1582 | Calendario 1582 | Calendario 1582 | Calendario 1582 | Calendario 1582 | Calendario 1582 | Calendario 1582 | Calendario 1582 | Calendario 1582 | Calendario 1582 | Calendario 1582 | Calendario 1582 | Calendario 1582 | Calendario 1582 | Calendario 1582 | Calendario 1582 | Calendario 1582 | Calendario 1582 | Calendario 1582 | Calendario 1582 | Calendario 1582 | Calendario 1582 | Calendario 1582 | Calendario 1582 | Calendario 1582 | Calendario 1582 |
| --------------- | --------------- | --------------- | --------------- | --------------- | --------------- | --------------- | --------------- | --------------- | --------------- | --------------- | --------------- | --------------- | --------------- | --------------- | --------------- | --------------- | --------------- | --------------- | --------------- | --------------- | --------------- | --------------- | --------------- | --------------- | --------------- | --------------- | --------------- | --------------- | --------------- | --------------- | --------------- | --------------- |
|                 | 1               | 2               | 3               | 4               | 5               | 6               | 7               | 8               | 9               | 10              | 11              | 12              | 13              | 14              | 15              | 16              | 17              | 18              | 19              | 20              | 21              | 22              | 23              | 24              | 25              | 26              | 27              | 28              | 29              | 30              | 31              |                 |
| Gennaio         | Lu              | Ma              | Me              | Gi              | Ve              | Sa              | Do              | Lu              | Ma              | Me              | Gi              | Ve              | Sa              | Do              | Lu              | Ma              | Me              | Gi              | Ve              | Sa              | Do              | Lu              | Ma              | Me              | Gi              | Ve              | Sa              | Do              | Lu              | Ma              | Me              |                 |
| Febbraio        | Gi              | Ve              | Sa              | Do              | Lu              | Ma              | Me              | Gi              | Ve              | Sa              | Do              | Lu              | Ma              | Me              | Gi              | Ve              | Sa              | Do              | Lu              | Ma              | Me              | Gi              | Ve              | Sa              | Do              | Lu              | Ma              | Me              |                 |                 |                 |                 |
| Marzo           | Gi              | Ve              | Sa              | Do              | Lu              | Ma              | Me              | Gi              | Ve              | Sa              | Do              | Lu              | Ma              | Me              | Gi              | Ve              | Sa              | Do              | Lu              | Ma              | Me              | Gi              | Ve              | Sa              | Do              | Lu              | Ma              | Me              | Gi              | Ve              | Sa              |                 |
| Aprile          | Do              | Lu              | Ma              | Me              | Gi              | Ve              | Sa              | Do              | Lu              | Ma              | Me              | Gi              | Ve              | Sa              | Do              | Lu              | Ma              | Me              | Gi              | Ve              | Sa              | Do              | Lu              | Ma              | Me              | Gi              | Ve              | Sa              | Do              | Lu              |                 |                 |
| Maggio          | Ma              | Me              | Gi              | Ve              | Sa              | Do              | Lu              | Ma              | Me              | Gi              | Ve              | Sa              | Do              | Lu              | Ma              | Me              | Gi              | Ve              | Sa              | Do              | Lu              | Ma              | Me              | Gi              | Ve              | Sa              | Do              | Lu              | Ma              | Me              | Gi              |                 |
| Giugno          | Ve              | Sa              | Do              | Lu              | Ma              | Me              | Gi              | Ve              | Sa              | Do              | Lu              | Ma              | Me              | Gi              | Ve              | Sa              | Do              | Lu              | Ma              | Me              | Gi              | Ve              | Sa              | Do              | Lu              | Ma              | Me              | Gi              | Ve              | Sa              |                 |                 |
| Luglio          | Do              | Lu              | Ma              | Me              | Gi              | Ve              | Sa              | Do              | Lu              | Ma              | Me              | Gi              | Ve              | Sa              | Do              | Lu              | Ma              | Me              | Gi              | Ve              | Sa              | Do              | Lu              | Ma              | Me              | Gi              | Ve              | Sa              | Do              | Lu              | Ma              |                 |
| Agosto          | Me              | Gi              | Ve              | Sa              | Do              | Lu              | Ma              | Me              | Gi              | Ve              | Sa              | Do              | Lu              | Ma              | Me              | Gi              | Ve              | Sa              | Do              | Lu              | Ma              | Me              | Gi              | Ve              | Sa              | Do              | Lu              | Ma              | Me              | Gi              | Ve              |                 |
| Settembre       | Sa              | Do              | Lu              | Ma              | Me              | Gi              | Ve              | Sa              | Do              | Lu              | Ma              | Me              | Gi              | Ve              | Sa              | Do              | Lu              | Ma              | Me              | Gi              | Ve              | Sa              | Do              | Lu              | Ma              | Me              | Gi              | Ve              | Sa              | Do              |                 |                 |
| Ottobre         | Lu              | Ma              | Me              | Gi              | –               | –               | –               | –               | –               | –               | –               | –               | –               | –               | Ve              | Sa              | Do              | Lu              | Ma              | Me              | Gi              | Ve              | Sa              | Do              | Lu              | Ma              | Me              | Gi              | Ve              | Sa              | Do              |                 |
| Novembre        | Lu              | Ma              | Me              | Gi              | Ve              | Sa              | Do              | Lu              | Ma              | Me              | Gi              | Ve              | Sa              | Do              | Lu              | Ma              | Me              | Gi              | Ve              | Sa              | Do              | Lu              | Ma              | Me              | Gi              | Ve              | Sa              | Do              | Lu              | Ma              |                 |                 |
| Dicembre        | Me              | Gi              | Ve              | Sa              | Do              | Lu              | Ma              | Me              | Gi              | Ve              | Sa              | Do              | Lu              | Ma              | Me              | Gi              | Ve              | Sa              | Do              | Lu              | Ma              | Me              | Gi              | Ve              | Sa              | Do              | Lu              | Ma              | Me              | Gi              | Ve              |                 |